# Південна Корея на зимових Олімпійських іграх 2018
Південна Корея на зимових Олімпійських іграх 2018, домашніх для себе, була представлена 122 спортсменами в 15 видах спорту.

## Медалісти
| Медалі | Спортсмени                                             | Вид спорту          | Дисципліна                                | Дата      |
| ------ | ------------------------------------------------------ | ------------------- | ----------------------------------------- | --------- |
| Золото | Лім Хьо Джун                                           | Шорт-трек           | 1500 м (чоловіки)                         | 10 лютого |
| Золото | Юн Сун Бін                                             | Скелетон            | чоловіки                                  | 16 лютого |
| Золото | Чхве Мін Джон                                          | Шорт-трек           | 1500 м (жінки)                            | 15 лютого |
| Золото | Шим Сук Хі Чхве Мін Джон Кім Є Чжин Кім А Ран Лі Ю Бін | Шорт-трек           | естафета (жінки)                          | 20 лютого |
| Золото | Лі Син Хун                                             | Ковзанярський спорт | мас-старт (чоловіки)                      | 24 лютого |
| Срібло | Лі Сан Хва                                             | Ковзанярський спорт | 500 м (жінки)                             | 18 лютого |
| Срібло | Чха Мін Гю                                             | Ковзанярський спорт | 500 м (чоловіки)                          | 19 лютого |
| Срібло | Лі Син Хун Чон Чхе Вон Кім Мін Сок                     | Ковзанярський спорт | гонка переслідування (чоловіки)           | 21 лютого |
| Срібло | Хван Те Хон                                            | Шорт-трек           | 500 м (чоловіки)                          | 22 лютого |
| Срібло | Лі Сан Хо                                              | Сноубординг         | паралельний гігантський слалом (чоловіки) | 24 лютого |
| Срібло | Кім Бо Рим                                             | Ковзанярський спорт | мас-старт (жінки)                         | 24 лютого |
| Срібло | Кім Ин Джун Кім Кьон Е Кім Сен Єн Кім Єн Мі Кім Чо Хі  | Керлінг             | жіночий турнір                            | 25 лютого |
| Срібло | Вон Юн Чжон Чон Джон Лін Со Юн Ву Кім Дон Хьон         | Бобслей             | четвірки (чоловіки)                       | 25 лютого |
| Бронза | Кім Мін Сок                                            | Ковзанярський спорт | 1500 м (чоловіки)                         | 13 лютого |
| Бронза | Со І Ра                                                | Шорт-трек           | 1000 м (чоловіки)                         | 15 лютого |
| Бронза | Лім Хьо Джун                                           | Шорт-трек           | 500 м (чоловіки)                          | 22 лютого |
| Бронза | Кім Тхе Юн                                             | Ковзанярський спорт | 1000 м (чоловіки)                         | 25 лютого |

## Спортсмени
Кількість спортсменів, що взяли участь в Іграх, за видами спорту.
| Вид спорту          | Чоловіки | Жінки | Загалом |
| ------------------- | -------- | ----- | ------- |
| Біатлон             | 1        | 5     | 6       |
| Бобслей             | 4        | 2     | 6       |
| Гірськолижний спорт | 2        | 2     | 4       |
| Керлінг             | 6        | 6     | 12      |
| Ковзанярський спорт | 9        | 7     | 16      |
| Лижне двоборство    | 1        | 0     | 1       |
| Лижні перегони      | 2        | 2     | 4       |
| Санний спорт        | 3        | 2     | 5       |
| Скелетон            | 2        | 1     | 3       |
| Сноубординг         | 7        | 3     | 10      |
| Стрибки з трампліна | 4        | 1     | 5       |
| Фігурне катання     | 3        | 4     | 7       |
| Фристайл            | 4        | 5     | 9       |
| Хокей               | 25       | 23$   | 48      |
| Шорт-трек           | 5        | 5     | 10      |
| Загалом             | 78       | 45    | 123     |

$ 23 спортсменки жіночої хокейної команди увійшли до складу об'єднаної жіночої команди Кореї , яка змагалася під кодом іншої країни (COR).

## Гірськолижний спорт
| Спортсмен   | Дисципліна                    | 1-й спуск | 1-й спуск | 2-й спуск | 2-й спуск | Сума    | Сума  |
| Спортсмен   | Дисципліна                    | Час       | Місце     | Час       | Місце     | Час     | Місце |
| ----------- | ----------------------------- | --------- | --------- | --------- | --------- | ------- | ----- |
| Чон Дон Хюн | гігантський слалом (чоловіки) | DNF       | DNF       | DNF       | DNF       | DNF     | DNF   |
| Чон Дон Хюн | слалом (чоловіки)             | 51.79     | 31        | 53.28     | 28        | 1:45.07 | 27    |
| Кім Дон У   | швидкісний спуск (чоловіки)   | Н/Д       | Н/Д       | Н/Д       | Н/Д       | 1:47.99 | 48    |
| Кім Дон У   | супергігант (чоловіки)        | Н/Д       | Н/Д       | Н/Д       | Н/Д       | 1:31.64 | 44    |
| Кім Дон У   | комбінація (чоловіки)         | 1:24.02   | 56        | 53.02     | 31        | 2:17.04 | 33    |
| Кім Дон У   | гігантський слалом (чоловіки) | 1:14.49   | 43        | 1:15.56   | 41        | 2:30.05 | 39    |
| Кім Дон У   | слалом (чоловіки)             | DNF       | DNF       | DNF       | DNF       | DNF     | DNF   |
| Гім Со Хуей | гігантський слалом (жінки)    | 1:19.13   | 48        | 1:16.24   | 45        | 2:35.37 | 45    |
| Гім Со Хуей | слалом (жінки)                | DNF       | DNF       | DNF       | DNF       | DNF     | DNF   |
| Кан Йон Со  | гігантський слалом (жінки)    | 1:19.67   | 50        | 1:17.39   | 48        | 2:37.06 | 47    |
| Кан Йон Со  | слалом (жінки)                | DNF       | DNF       | DNF       | DNF       | DNF     | DNF   |

Змішані
| Спосртмен                                    | Дисципліна | 1/16                | Чвертьфінал        | Півфінал           | Фінал              | Фінал      |
| Спосртмен                                    | Дисципліна | Суперник Результат  | Суперник Результат | Суперник Результат | Суперник Результат | Місце      |
| -------------------------------------------- | ---------- | ------------------- | ------------------ | ------------------ | ------------------ | ---------- |
| Чон Дон Хюн Кім Дон У Гім Со Хуей Кан Йон Со | команди    | Австрія (AUT) L 0–4 | не пройшли         | не пройшли         | не пройшли         | не пройшли |

## Біатлон
| Спортсмен                                              | Дисципліна                         | Час       | Хиби        | Місце |
| ------------------------------------------------------ | ---------------------------------- | --------- | ----------- | ----- |
| Тимофій Лапшин                                         | спринт (чоловіки)                  | 24:22.6   | 1 (0+1)     | 16    |
| Тимофій Лапшин                                         | перегони переслідування (чоловіки) | 35:50.7   | 4 (1+0+2+1) | 22    |
| Тимофій Лапшин                                         | індивідуальні перегони (чоловіки)  | 50:28.6   | 1 (0+1+0+0) | 20    |
| Тимофій Лапшин                                         | мас-старт (чоловіки)               | 38:07.4   | 1 (0+1+0+0) | 25    |
| Катерина Аввакумова                                    | спринт (жінки)                     | 26:24.9   | 6 (3+3)     | 87    |
| Катерина Аввакумова                                    | індивідуальні перегони (жінки)     | 44:25.3   | 1 (0+0+1+0) | 16    |
| Анна Фроліна                                           | спринт (жінки)                     | 22:56.9   | 3 (2+1)     | 32    |
| Анна Фроліна                                           | перегони переслідування (жінки)    | 36:14.2   | 8 (1+2+2+3) | 50    |
| Анна Фроліна                                           | індивідуальні перегони (жінки)     | 47:50.4   | 5 (1+0+1+3) | 61    |
| Чон Джу Мі                                             | індивідуальні перегони (жінки)     | 53:32.8   | 6 (2+2+0+2) | 86    |
| Ко Ен Чжун                                             | спринт (жінки)                     | 25:12.1   | 2 (1+1)     | 78    |
| Мун Чжі Хі                                             | спринт (жінки)                     | 25:26.6   | 6 (2+4)     | 82    |
| Мун Чжі Хі                                             | індивідуальні перегони (жінки)     | 50:21.5   | 7 (0+3+2+2) | 78    |
| Катерина Аввакумова Анна Фроліна Ко Ен Чжун Мун Чжі Хі | естафета (жінки)                   | 1:20:20.6 | 22 (5+17)   | 18    |

## Бобслей
| Спортсмен                                       | Дисципліна          | 1-й заїзд | 1-й заїзд | 2-й заїзд | 2-й заїзд | 3-й заїзд | 3-й заїзд | 4-й заїзд | 4-й заїзд | Сума    | Сума  |
| Спортсмен                                       | Дисципліна          | Час       | Місце     | Час       | Місце     | Час       | Місце     | Час       | Місце     | Час     | Місце |
| ----------------------------------------------- | ------------------- | --------- | --------- | --------- | --------- | --------- | --------- | --------- | --------- | ------- | ----- |
| Вон Юн Чжон Со Йон Ву                           | Двійки (чоловіки)   | 49.50     | 11        | 49.39     | 4         | 49.15     | 5         | 49.36     | 5         | 3:17.40 | 6     |
| Чон Джон Лін Кім Дон Хьон Со Йон Ву Вон Юн Чжон | Четвірки (чоловіки) | 48.65     | 2         | 49.19     | 4         | 48.89     | 3         | 49.65     | 10        | 3:16.38 | 2     |
| Кім Мін Сон Кім Ю Ран*                          | Двійки (жінки)      | 51.24     | =15       | 51.20     | 12        | 51.32     | 13        | 51.55     | 17        | 3:25.31 | 15    |